# San Bartolo de la Frontera
San Bartolo de la Frontera es una localidad de Bolivia, ubicada en la Chiquitania. Administrativamente se encuentra en el Distrito 3 del municipio de San Ignacio de Velasco de la provincia Velasco en el departamento de Santa Cruz.
La localidad se encuentra a una altitud de 273 m s. n. m., tres kilómetros al sur de la frontera de Bolivia con Brasil.

## Geografía
San Bartolo está ubicado en las tierras bajas de Bolivia, en el borde de la región del Pantanal, un humedal en gran parte intacto en la zona fronteriza entre Bolivia y Brasil. El clima de la región es un clima semihúmedo del trópico cálido.
Las temperaturas medias mensuales fluctúan sólo ligeramente a lo largo del año entre 21 °C en junio y 26,6 °C en octubre, aunque casi constantemente están por encima de los 25 °C entre septiembre y marzo. La temperatura media anual es de 24,5 °C. La precipitación media anual a largo plazo es de 1200 mm. Tres cuartas partes de las precipitaciones se producen en la temporada de lluvias de noviembre a marzo, mientras que menos de 30 mm caen al mes en la temporada seca en los meses secos de junio a agosto.

## Transporte
San Bartolo se ubica a una distancia de 536 kilómetros por carretera al noreste de Santa Cruz de la Sierra, capital del departamento.
Desde Santa Cruz, la carretera nacional asfaltada Ruta 4 conduce 57 km al norte por Warnes hasta Montero. A pocos kilómetros al norte de Montero se encuentra con la Ruta 10, que se dirige hacia el este por un recorrido de 648 km y atraviesa las localidades de San Ramón, San Javier y Santa Rosa de la Roca. Los 370 km restantes de la carretera son de tierra pasando por San Ignacio de Velasco y San Vicente de la Frontera hasta llegar a San Bartolo, para luego llegar hasta la ciudad fronteriza de San Matías al este.

## Demografía
La población de la localidad ha caído a menos de la mitad en la última década:
| Año  | Habitantes | Fuente |
| ---- | ---------- | ------ |
| 2001 | 440        | Censo  |
| 2012 | 176        | Censo  |